# Myrmarachne onceana
Myrmarachne onceana är en spindelart som beskrevs av Barrion, Litsinger 1995. Myrmarachne onceana ingår i släktet Myrmarachne och familjen hoppspindlar. Inga underarter finns listade i Catalogue of Life.